# Antibaria notata
Antibaria notata е вид охлюв от семейство Hydrobiidae. Видът не е застрашен от изчезване.

## Разпространение
Разпространен е в Черна гора.